# Emre Kılınç
Emre Kılınç (Adapazarı, 23 augustus 1994) is een Turks voetballer die doorgaans speelt als vleugelspeler. Kılınç maakte in 2019 zijn debuut in het Turks voetbalelftal.

## Clubcarrière
Kılınç speelde een lange periode voor Boluspor in de TFF 1. Lig. In 2017 maakte hij een transfer naar Sivasspor in de Süper Lig. In 2020 tekende hij een vierjarig contract bij Galatasaray.
In september 2022 werd hij tot het einde van het seizoen verhuurd aan Ankaragücü. In de zomer van 2023 maakte hij de definitieve overstap naar Samsunspor.

## Interlandcarrière
Emre Kılınç maakte zijn debuut in het Turks voetbalelftal op 7 september 2019, in een wedstrijd tegen Andorra, die met 1-0 werd gewonnen.